# Kajetan Kajetanowicz
Kajetan Kajetanowicz (Cieszyn, Polònia, 5 de març de 1979) és un pilot de ral·li polonès que disputa el Campionat d'Europa de Ral·lis i el Campionat Mundial de Ral·lis. Ha estat campió europeu de ral·lis en tres ocasions els anys 2015, 2016 i 2017.

## Trajectòria

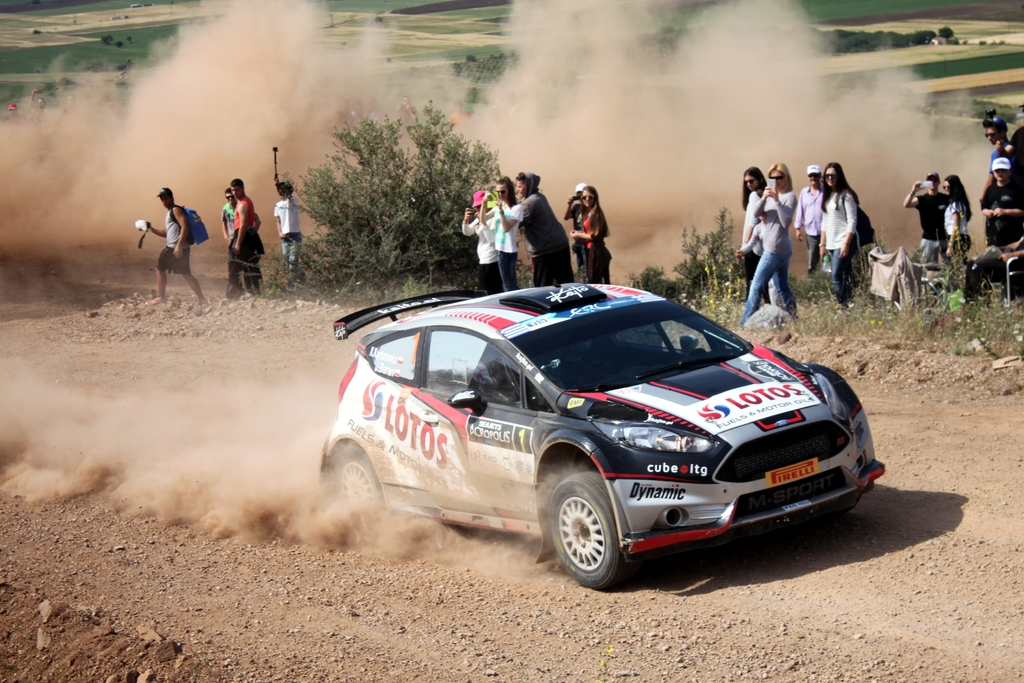
Ral·li Acròpolis (2016)

És guanyador del Campionat de Polònia de Ral·lis dels anys 2010 2011, 2012 i 2013 i del Campionat Centreuropeu de Ral·lis de l'any 2012.
Com a pilot del Lotos Rally Team guanya tres anys de forma consecutiva el Campionat d'Europa de Ral·lis els anys 2015, 2016 i 2017 amb un Ford Fiesta R5. Dins d'aquest període també realitza el seu debut l'any 2016 al Campionat Mundial de Ral·lis, disputant el Ral·li de Polònia.
Encara amb l'equip Lotos, la temporada 2019 finalitza subcampió mundial de la categoria WRC 2 tan sols superat Pierre-Louis Loubet. En aquesta ocasió pilotà un Volkswagen Polo GTI R5, a excepció del Ral·li de Turquia, on utilitzà un Škoda Fabia R5.
Les temporades 2020 i 2021 disputà la categoria WRC 3, finalitzant 3r al 2020 i 2n al 2021. La temporada 2022 retorna a la categoria WRC 2 amb l'equip RaceSeven.